# Brendan Fehr
Brendan Jacob Joel Fehr (født 29. oktober 1977) er en canadisk skuespiller. 
Han blev født i New Westminster, British Columbia og voksede fra 1990 op i Winnipeg, Manitoba.
Brendan er mest kendt fra tv-serien Roswell, hvor han spillede rumvæsenet Michael Guerin og som Laboratory Tech Dan Cooper i CSI: Miami.
Fehr bor nu i Los Angeles i Californien med sin kone, Jennifer Rowley. [kilde mangler]